# Vetagrande

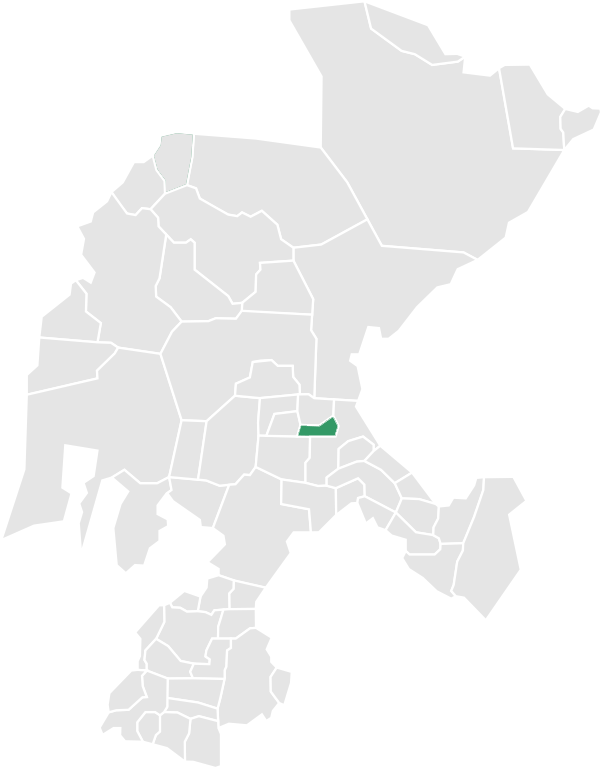
Mapa de Localização de Vetagrande, no estado de Zacatecas.

Vetagrande é um município do estado de Zacatecas fundado em 1825, no México .